# Донецька спеціалізована гуманітарна школа № 65

Участь у Святі Рідної мови

Перший склад школи. 1992 р. Центр Донецька.

Донецька спеціалізована гуманітарна школа № 65 — історична школа м. Донецька. Заснована у 1990 р. як перша відновлена українська школа у промислових центрах Донбасу.
Основний ініціатор і промотор відновлення школи — Донецьке обласне Товариство української мови ім. Т.Г.Шевченка. Відкрита 1 вересня 1990 року в урочистій обстановці за участю численних гостей з Києва i інших міст (зокрема‚ І.Драча‚ Д.Павличка), преси, телебачення. Перший директор школи Громовий Леонід Григорович.

## Основна характеристика школи
Мова викладання: українська.
У школі на 2010 р. діє 18 класів, 466 учнів.
За 1990—2010 рр. школа випустила 613 учнів, з них — 89 медалістів (16 % від усіх випускників).
Гасло школи:

| «Людина –творець, Людина – патріот, Людина, яка володіє мистецтвом любити і бути любимою» |
Методична проблема школи:
| «Від інноваційного змісту і технологій освіти через педагогічну майстерність учителя до формування особистості учня та підготовки його до життя в сучасних умовах» |
Традиції:

| Тиждень козацької слави, Андріївські вечорниці, Свято Святого Миколая, Свято Різдва, Тиждень рідної мови, Свято Великодня, Свято Матері. |
Школа має найбільший серед шкіл Донецька бібліотечний фонд.
Забезпечує поглиблене вивчення предметів гуманітарного спрямування: української мови та літератури, зарубіжної літератури, іноземних (англійської та німецької) мов.
- Адреса: 83054,м,Донецьк, пр. Київський,7

## Фоторепортаж відкриття Донецької спеціалізованої гуманітарної школи №65,— першої відновленої української школи у Донецьку,1 вересня1990року

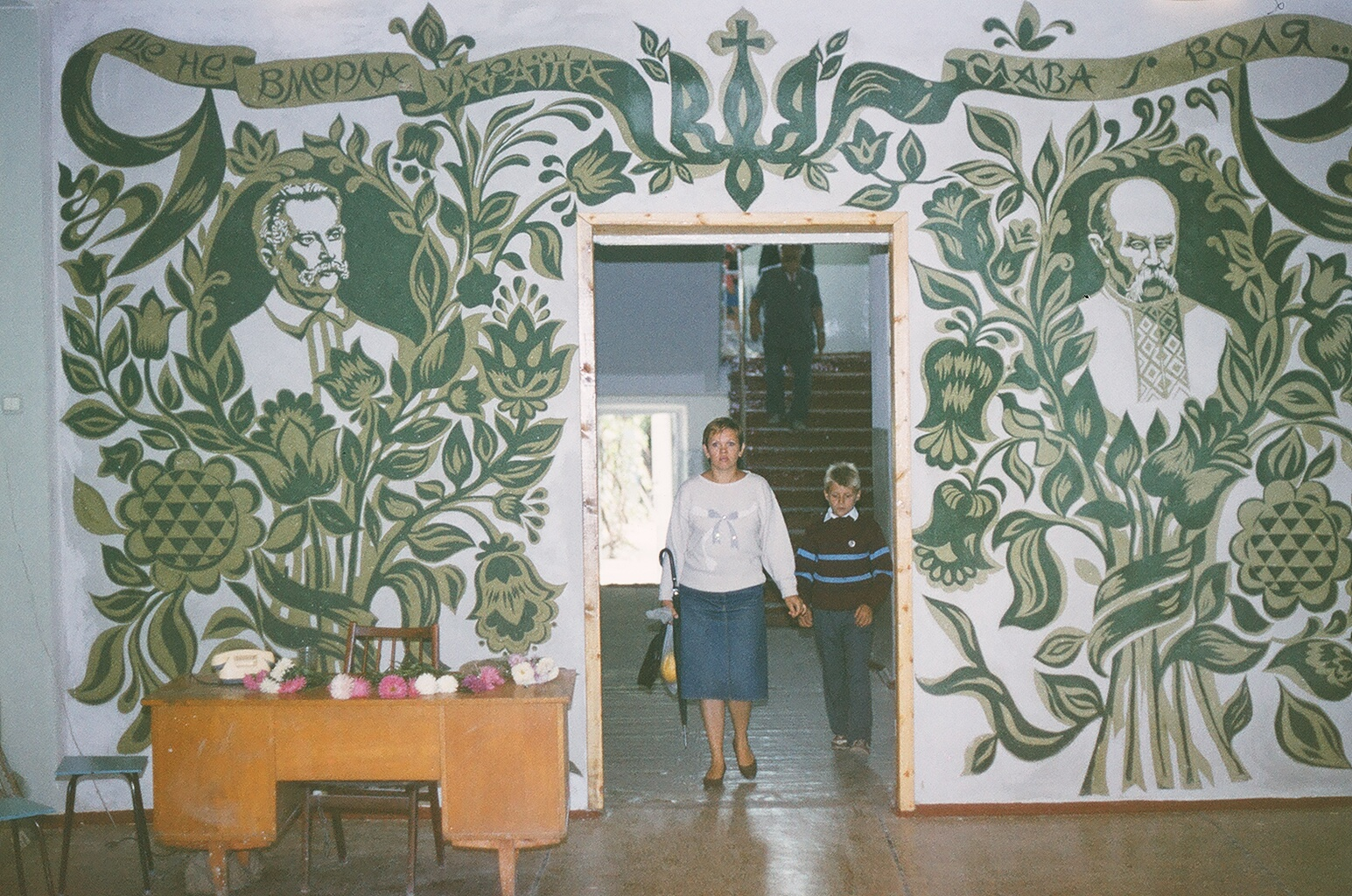
Автор розписів - Микола Темненко, донецький художник
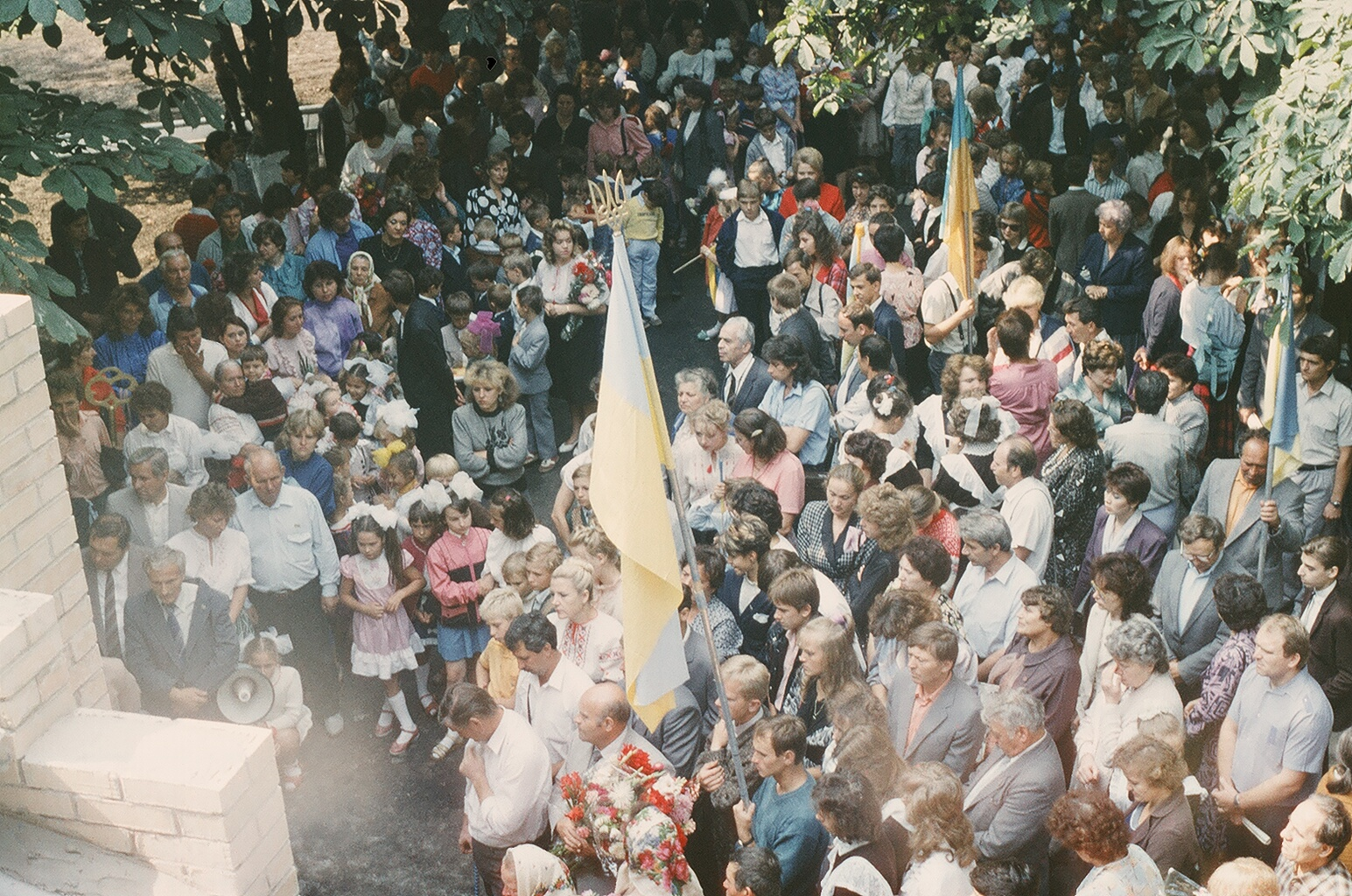
Святковий мітинг у дворі школи з нагоди її відкриття
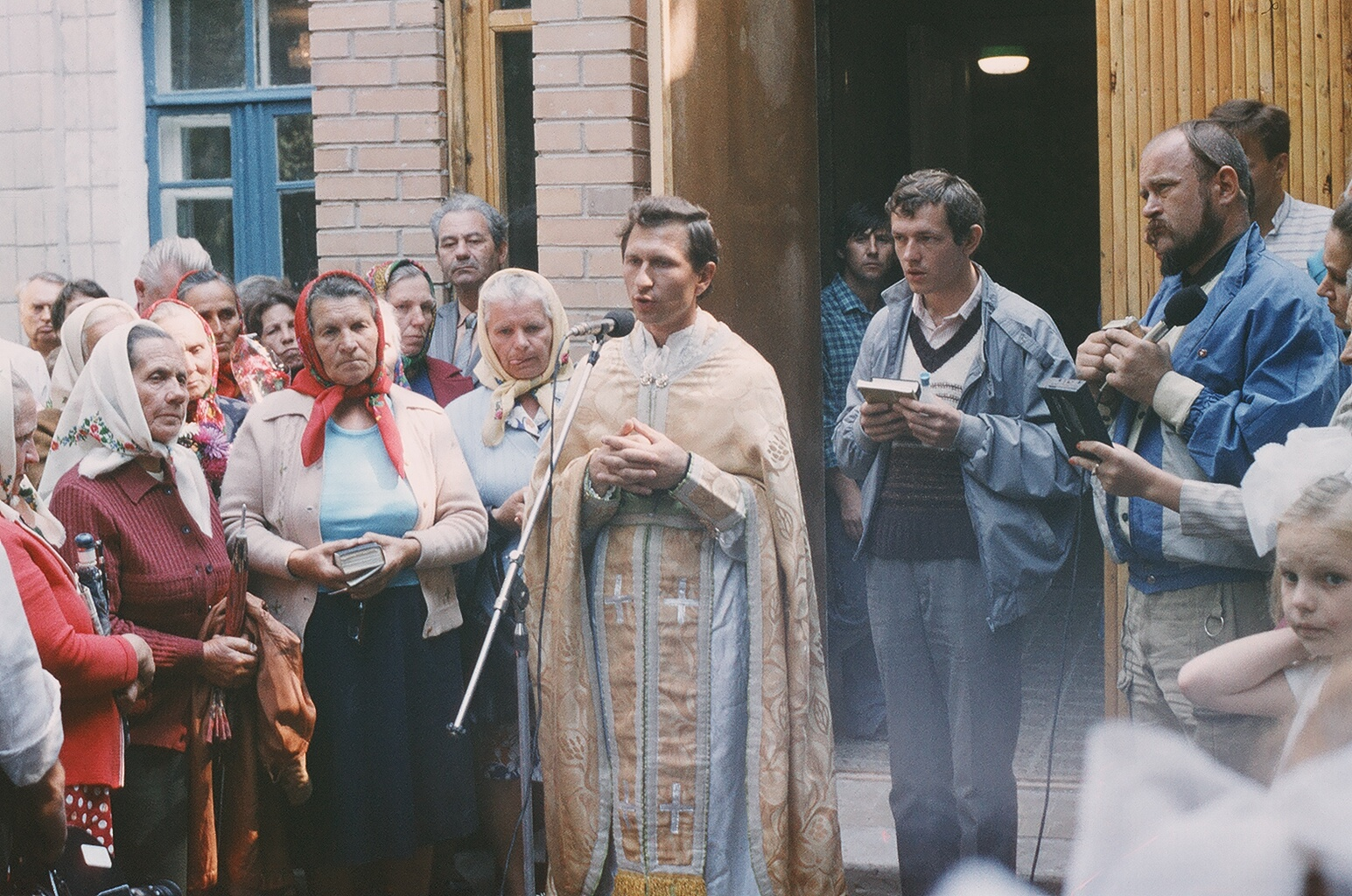
Молитва і освячення Школи
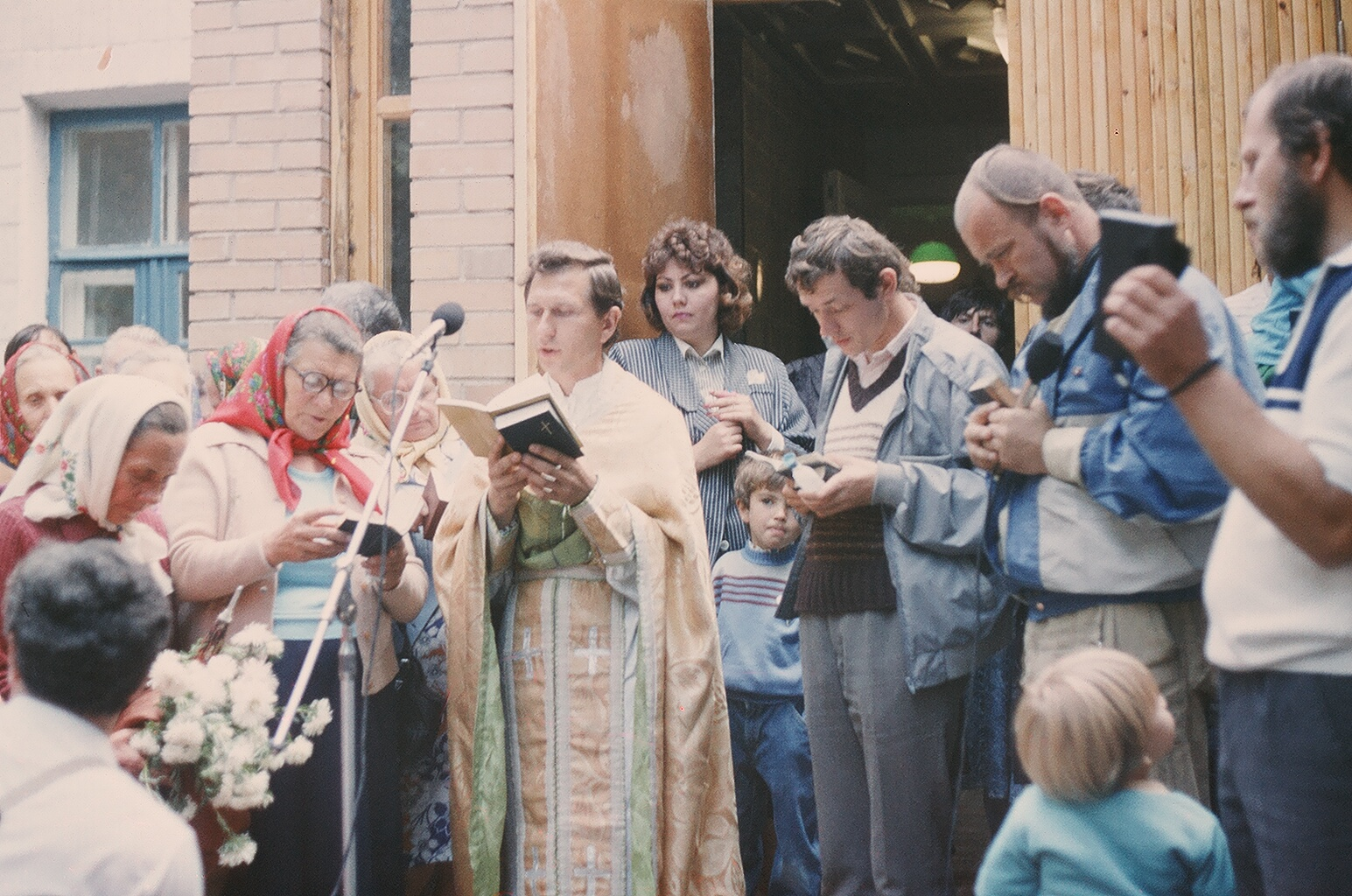
Молитва і освячення Школи
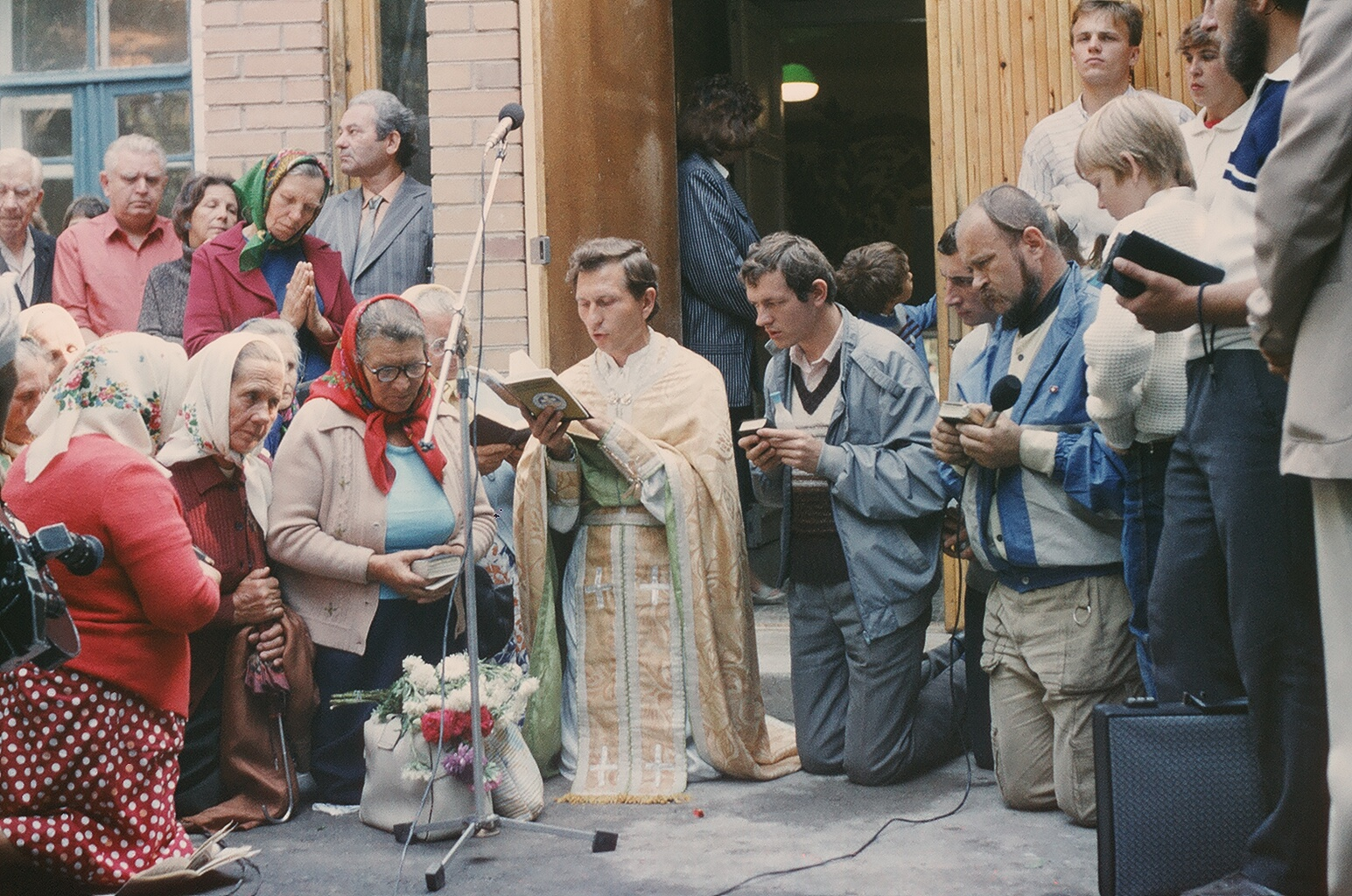
Молитва і освячення Школи
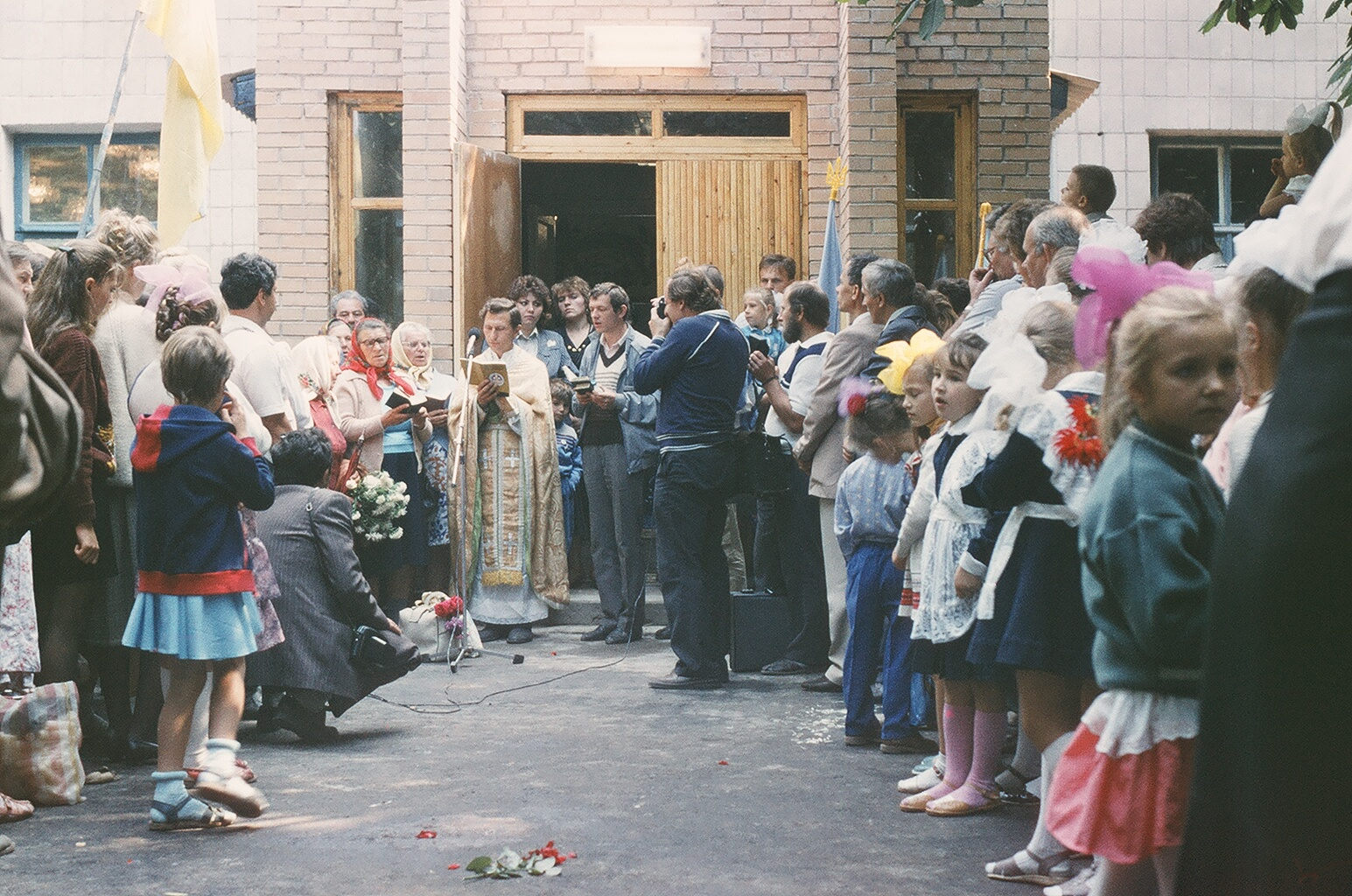
Молитва і освячення Школи
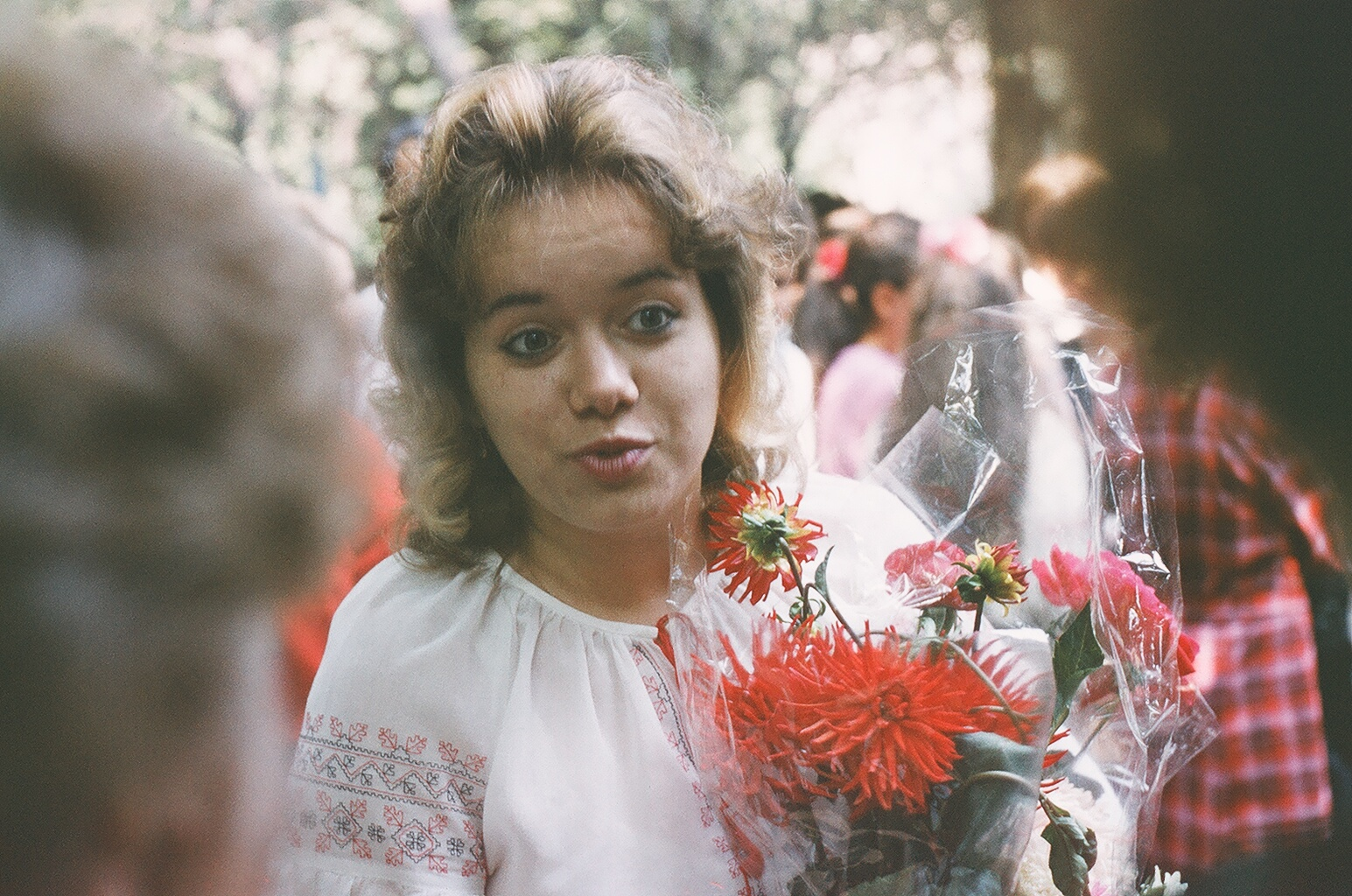
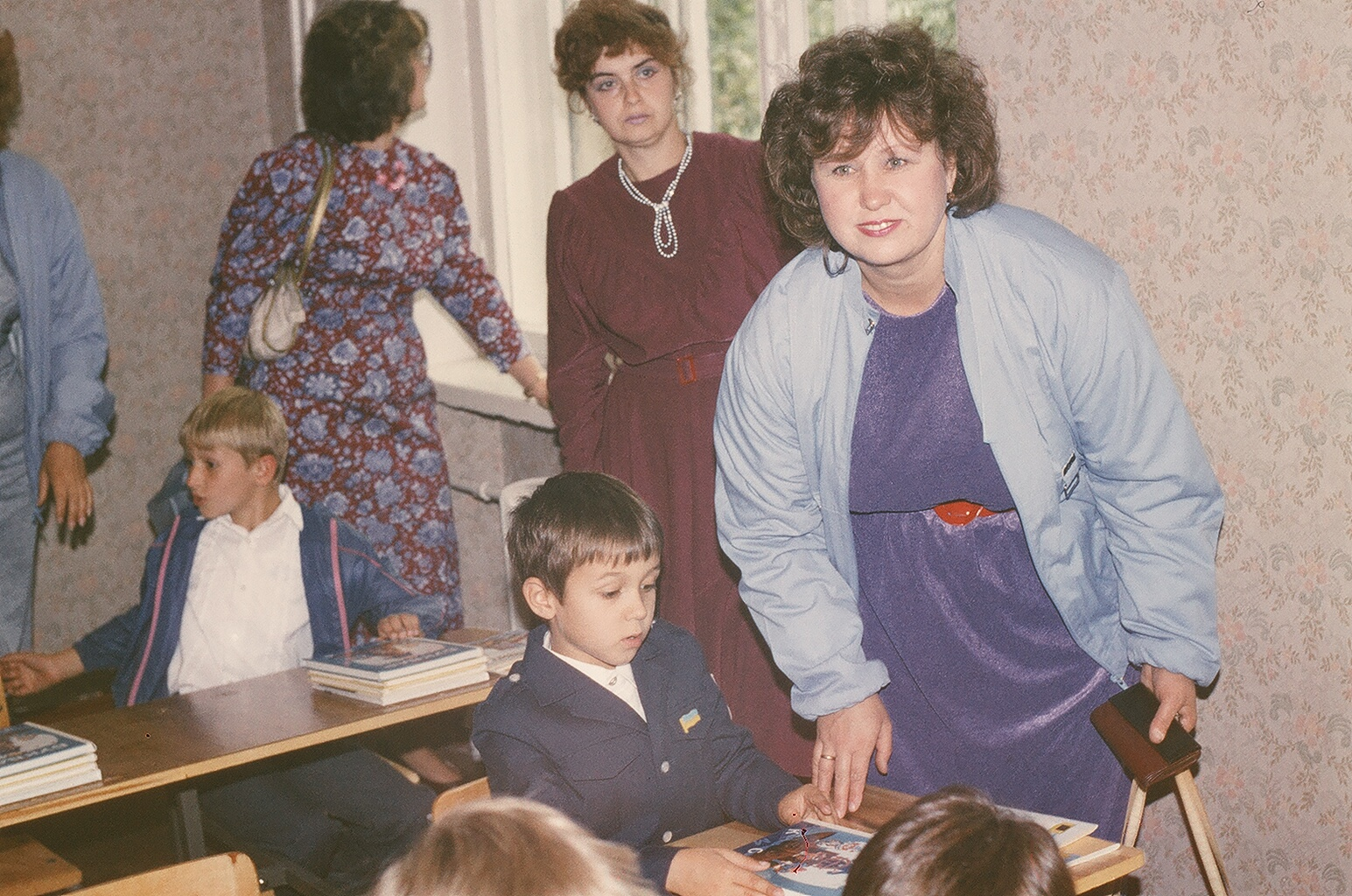